# Kacsi-kosi
A kacsi-kosi (勝ち越し, Hepburn-átírással kachi-koshi) egy szumó basón elért pozitív mérkőzésegyenleget jelent.
Egy szumóversenyző ranglistán elfoglalt helye mindig az előző tornákon elért eredményeitől függ. A két felső osztályban tornánként mindenkinek 15, az alattuk lévőkben 7 mérkőzésen kell részt vennie. Kacsi-kosit ér el egy rikisi, ha legalább 8 (a felső két osztályban), ill. legalább 4 (az alsóbb osztályokban) mérkőzésen győztesen kerül ki. Ez általában azt jelenti, hogy a következő basón magasabb rangban vehet részt, de semmiképpen nem sorolhatják lejjebb, mint az aktuális pozíciója, míg make-kosi esetén ez épp fordítva történik.
A következő rangsorolás nem csak a saját, hanem a többiek eredményétől is függ, de minél nagyobb a nyert meccsek aránya, annál nagyobb ugrás várható. Az automatikus feljebb lépés csak a komuszubi rangig (negyedik legmagasabb fokozat) biztosított, a szekivake címhez (harmadik legmagasabb fokozat) meggyőző, legalább 10-5-ös győzelmi arányra van szükség. Az ózeki (második legmagasabb fokozat) és jokodzuna (legmagasabb fokozat) rangba sorolásnak speciális feltételei vannak.
A versenyzők többségének nem feltétlenül szerencsés egy nagy mértékű előrelépés, mivel ilyen esetben az alacsonyabban rangsorolt versenyzők a következő tornán hirtelen nagyon erős mezőnyben találhatják magukat, ahol a mérkőzések nagy részét jó eséllyel elveszítik és utána esetleg alacsonyabb rangba kerülnek, mint előtte voltak.